# Oni (mythisch wezen)

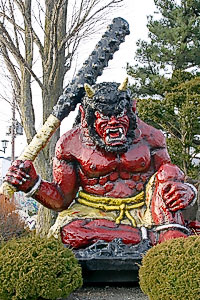
Een beeld van een oni, gewapend met een tetsubo

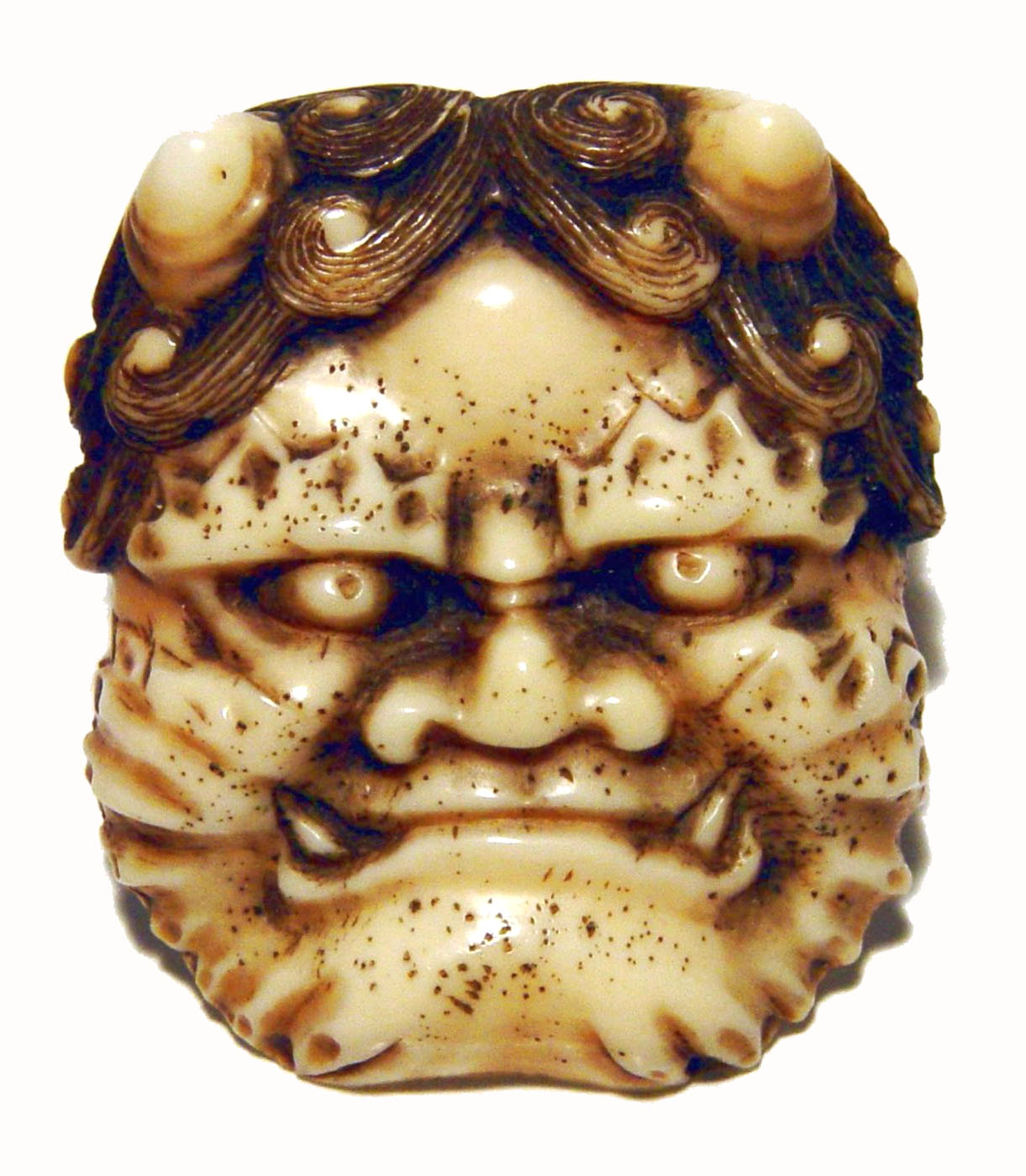
Een masker van een oni

Oni (Japans: 鬼) zijn wezens uit de Japanse folklore, en ze zijn te vergelijken met westerse duivels. Ze zijn populair in de Japanse literatuur, de Japanse kunst en het Japans theater.

## Verschijning
Afbeeldingen van oni variëren erg, maar over het algemeen worden ze afgebeeld als enorme, afschuwelijke wezens met scherpe klauwen, wild haar en lange hoorns op hun hoofd. Ze lijken op mensen, maar soms worden ze afgebeeld met onmenselijke eigenschappen, zoals extra ogen of ledematen. Hun huid kan bijna van elke kleur zijn, maar meestal is deze rood, grijs, zwart, roze of groen. Hun woeste uiterlijk wordt versterkt door de tijgerhuiden die ze meestal dragen en de ijzeren knuppels, tetsubo, waarmee ze rondlopen.
Ook worden oni's als onzichtbaar gezien, of in de gedaante van dieren. Vooral de vossen-oni is berucht, maar deze is ook de trouwe metgezel van de rijstgod Inari (zie ook Kitsune).

## Oorsprong en gedrag
In de eerste legenden werd gezegd dat oni geluksbrengers waren, die het kwaad afweerden. Ook werd gezegd dat ze mensen die kwaad hadden gedaan, straften. Volgens het 13e-eeuwse boeddhisme waren ze de bewakers van de hel of onderwereld. Ze worden gezien als kami en duistere geesten.
Na verloop van tijd werden oni sterk geassocieerd met het kwaad en werden ze gezien als de voorbode van rampen. In volksverhalen werden ze nu afgeschilderd als domme, sadistische bruten, die alleen maar willen vernietigen. Buitenlanders en barbaren werden ook aangezien voor oni. Vandaag de dag worden ze beschreven als de geesten van de dood, van de aarde, van de wraak en van de woede. Het maakt ook niet uit waar ze hun essentie vandaan halen, ze worden over het algemeen gezien als iets om buiten je huis te houden.
Momotaro en Issun Boshi vechten met oni's.

## Afbeeldingen

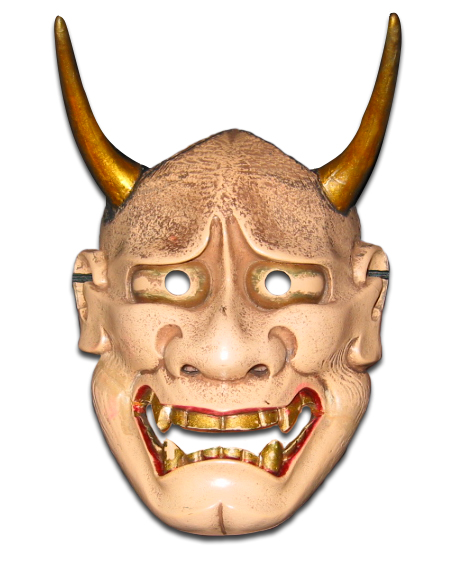
Oni-masker uit het no-spel
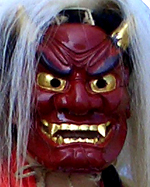
Oni-masker uit Japan
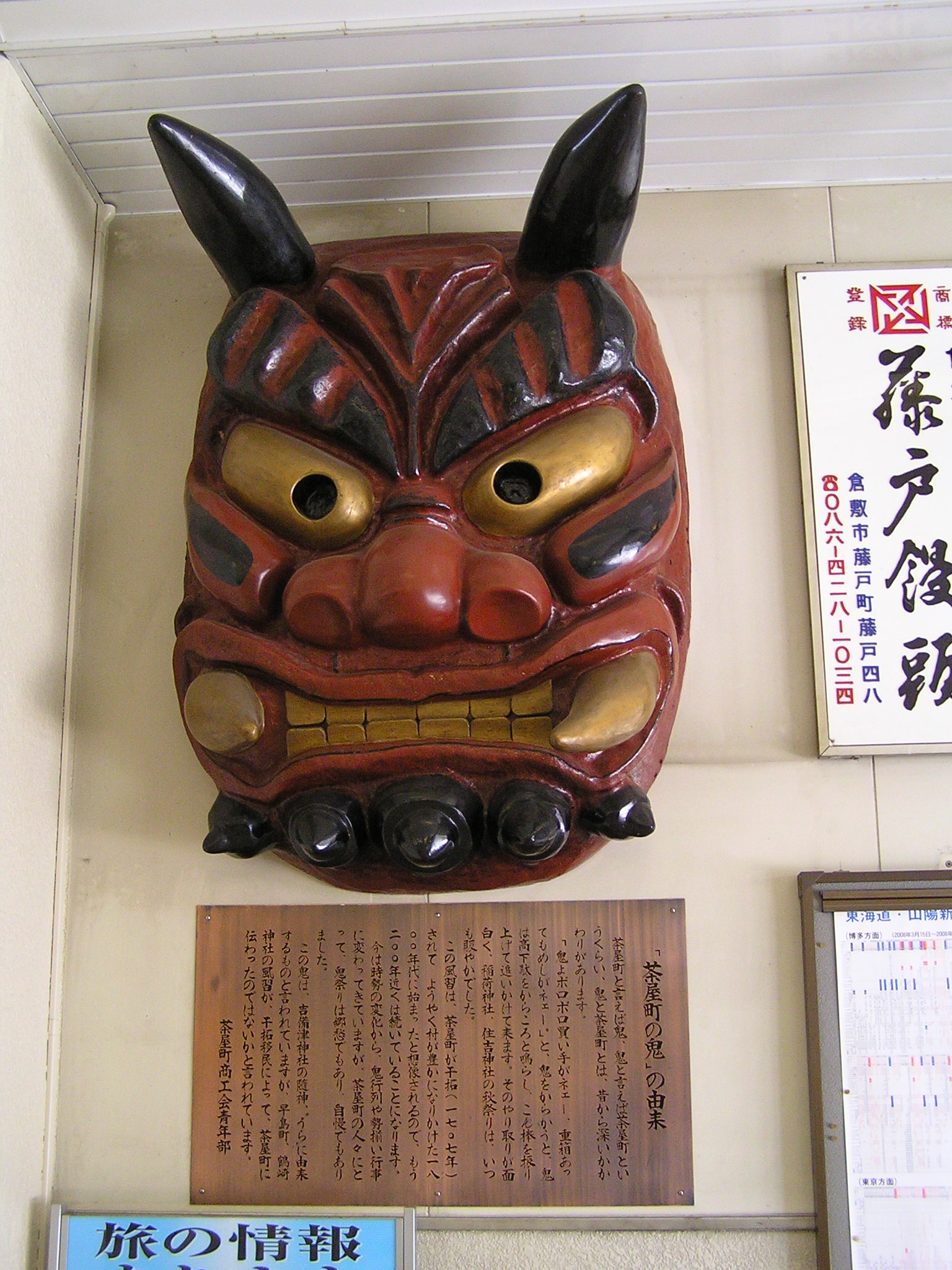
Een oni-masker
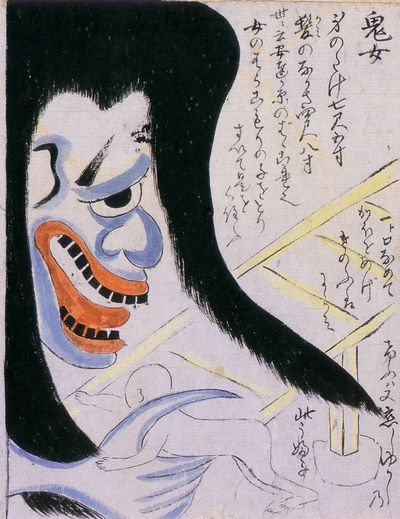
Kijo (鬼女), een vrouwelijke oni
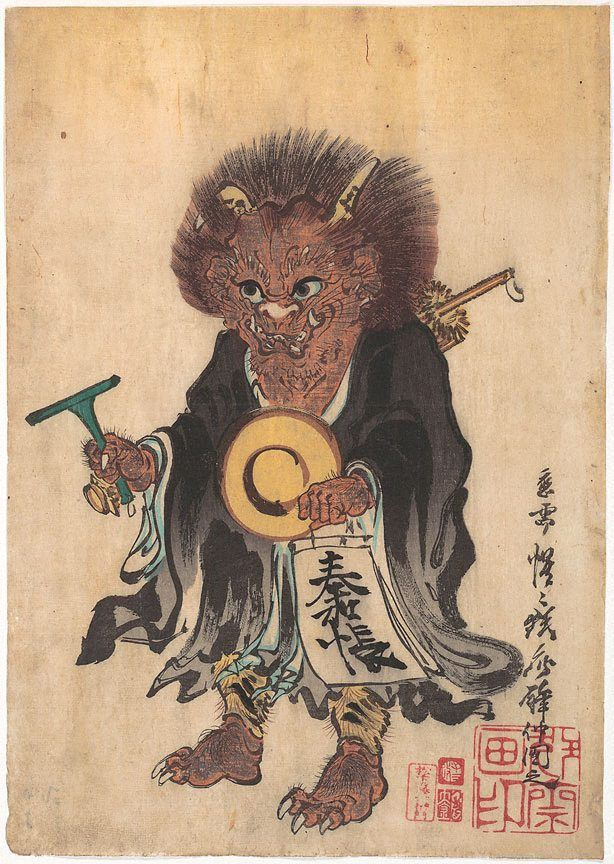
Een oni in kleding van een priester
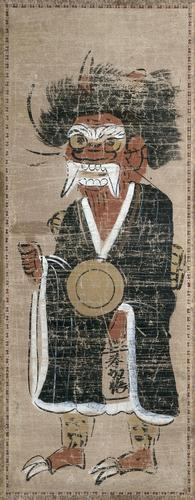
Een oni in kleding van een pelgrim
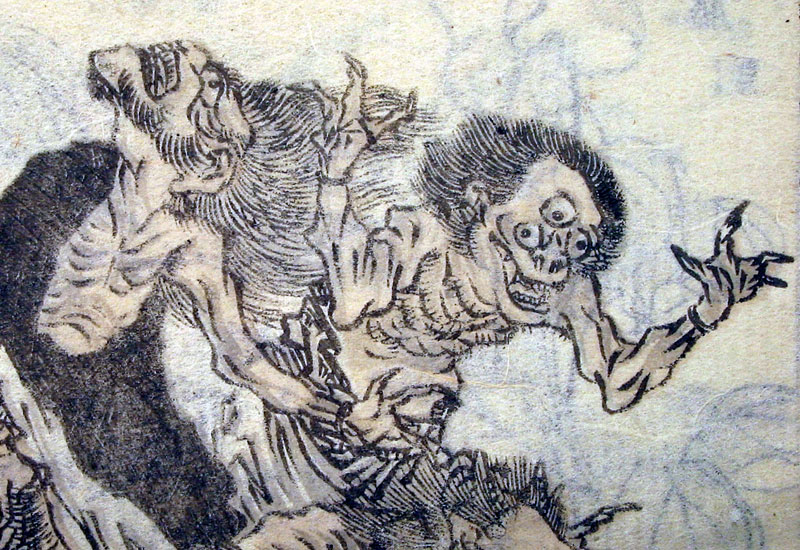
Een oni met één oog en een oni met drie ogen